# Oh Hyon-ho
Oh Hyon-ho (* 29. Oktober 1986 in Seoul) ist ein ehemaliger südkoreanischer Eishockeyspieler, der zuletzt bis 2019 bei den Daemyung Killer Whales aus Incheon in der Asia League Ice Hockey unter Vertrag stand.

## Karriere
Oh Hyon-ho begann seine Karriere als Eishockeyspieler in der Mannschaft der Kyung-gi Highschool. Ab 2005 spielte er für die Mannschaft der Yonsei University. 2009 wechselte er zu High1 in die Asia League Ice Hockey. Nach vier Jahren bei dem Profiteam aus Chuncheon zog es ihn zu Daemyung Sangmu, der neugebildete dritten südkoreanischen Mannschaft in der Asia League Ice Hockey, wo er zwei Jahre auf dem Eis stand. 2015 kehrte er zu High1 zurück, wechselte aber bereits 2016 zu den neugegründeten Daemyung Killer Whales aus Incheon. Dort beendete er 2019 seine Karriere.

### International
Für Südkorea nahm Oh Hyon-ho an der U18-Weltmeisterschaft 2004 in der Division I und der U20-Weltmeisterschaft 2006 in der Division II teil. 
Bei der Weltmeisterschaft 2008 der Division I gab Oh sein Debüt in der südkoreanischen Herren-Mannschaft. Auch 2010, 2012, 2013, 2014, 2015, 2016 und 2017 vertrat er Südkorea in der Division I. Bei der Weltmeisterschaft 2018 spielte er mit Südkorea erstmals in der Top-Division.
Zudem nahm er an der im November 2012 in Nikkō ausgetragenen Ersten Runde der Olympiaqualifikation für die Spiele in Sotschi 2014 teil. Dort gelang den Südkoreanern zum Auftakt zwar ein 5:4-Sieg nach Penaltyschießen gegen Großbritannien. Die Briten erreichten jedoch die nächste Runde, da Südkorea im zweiten Spiel gegen den asiatischen Kontrahenten Japan eine 2:3-Niederlage nach Verlängerung hinnehmen musste. Bei den Winterspielen 2018 im eigenen Land spielte er dann erstmals bei einer Olympia-Endrunde. Bei den Winter-Asienspielen 2007 gewann er mit den Ostasiaten die Bronzemedaille hinter Japan und Kasachstan. Bei den Winter-Asienspielen 2017 belegte er mit den Südkoreanern Platz zwei hinter Kasachstan.

## Erfolge und Auszeichnungen
- 2007 Bronzemedaille bei den Winter-Asienspielen
- 2012 Aufstieg in die Division I, Gruppe A, bei der Weltmeisterschaft der Division I, Gruppe B
- 2015 Aufstieg in die Division I, Gruppe A, bei der Weltmeisterschaft der Division I, Gruppe B
- 2017 Silbermedaille bei den Winter-Asienspielen
- 2017 Aufstieg in die Top-Division bei der Weltmeisterschaft der Division I, Gruppe A

## Asia-League-Statistik
(Stand: Ende der Saison 2018/19)